# 吳伯超
吳伯超（1903年—1949年1月27日）是中華民國大陸時期的作曲家、指揮家、音樂教育家。

## 生平
1903年8月23日生於江蘇武進。中學年代隨劉天華學習民族樂器演奏。1922年入讀北京大學音樂傳習所，與曹安和、王君儀、韓權華、蕭伯青師從劉天華學習琵琶與二胡。
1927年畢業，先後任教於北京師範學校，上海國立音樂院。1931年赴歐洲，在布魯塞爾夏羅瓦音樂學院及皇家音樂學院學習理論作曲與指揮。1936年回國，在上海國立音樂專科學校任教。抗戰期間，歷任廣西省藝術師資訓練班主任、勵志社管弦樂團指揮，中訓團音幹班副主任、國立女子師範學院音樂系主任、國立音樂院院長等職。
在國立女子師範學院（原校址在重庆白沙镇新橋）任教期間，1942年3月29日，黃花崗七十二烈士殉難紀念日，由白沙音樂教育促進會與教育部音樂教育委員會合作，借驢溪半島江津師范學校場地，舉辦了「中國音樂月萬人大合唱」。由卢前撰寫《白沙鎮歌》歌詞，吳伯超指揮，這是中國音樂史上第一次萬人大合唱。
1949年1月27日，乘太平輪前往台灣為國立音樂院覓新址途中，於浙江舟山群島遇船觸礁，隨船沉沒，享年46歲。

## 家庭
他的女兒吳漪曼於1948年遷往台灣，為台灣著名的音樂家，於2019年逝世。

## 外部連結
- 吴伯超的音乐生涯（页面存档备份，存于）